# Acacia rubricola
Acacia rubricola är en ärtväxtart som beskrevs av Leslie Pedley. Acacia rubricola ingår i släktet akacior, och familjen ärtväxter. Inga underarter finns listade i Catalogue of Life.